# 极速天使
《极速天使》（英語：Speed Angels），為中国大陆的賽車动作电影，由馬楚成執導，湯唯、劉若英、韓載錫、林志颖、張栢芝等主演。

## 劇情
韓冰和遊鎂是「流光速」車隊的主力賽車手，是好拍擋也是好姊妹，可是當兩個女人同時愛上了一個男人情況便有所改變。韓冰正與未婚夫淺野籌備婚禮，但她卻發現遊鎂搭上了淺野，三人爭執追逐期間更連累韓冰胞妹遇上車禍而傷殘。從此韓冰終日借酒消愁，遊鎂亦告失蹤，「流光速」車隊就這樣失去了主力的賽車手。一年後，「流光速」教練高峰找到韓冰，表示要重組車隊來迎接第一屆亞洲巾幗盃，他要韓冰償還她所欠的。韓冰正為籌措胞妹手術費而奔波，為了獎金她答應了高峰，但要求高峰替她找個實力相當的拍擋。
高峰在提款後遇劫，於是登上一輛的士追逐，他被的士司機洪小依的高超駕駛技術所攝服，劫匪被制服後高峰力邀小依加入「流光速」。小依視韓冰為偶像，欣然答應了。可是小依亦有她的心理障礙，就是小時候歌唱比賽時，正趕來的父親遇上車禍身亡，小依在台上發不出聲來，自此她便有了Stage Fear（舞台恐懼），在觀眾目光聚焦下便緊張得無法發揮出應有的潛力。
小依有賽車天份，卻無心理質素，試車結果是強差人意，韓冰害怕她拖累車隊成績，堅持要高峰換人，高峰答應了韓冰，但也要韓冰承諾戒酒。小依也對自己的表現失望，但是高峰並沒放棄她，鼓勵她克服心理障礙，並且對她加強訓練，讓車隊技師阿祖為她設計了多重特訓。小依的表現開始發揮出來，可是直到資格賽，她仍未能戰勝壓力，這時遊鎂突然出現，表示重返「流光速」，高峰亦希望她與韓冰能夠重組夢幻拍擋。韓冰不願意跟遊鎂重組，不過高峰表示遊鎂便是韓冰要求的實力相當拍擋，著她必須放下私怨，專注比賽。遊鎂重返「流光速」後車隊實力大增，終於入圍了亞洲巾幗盃總決賽，之後眾人齊慶祝，韓冰與小依卻一起外出，期間韓冰告訴了小依她胞妹的情況。
後來高峰突然接到來電，原來「流光速」所訂購的改裝零件在運送途中焚燬，高峰雖然感覺事有蹺蹊，但是仍然不知道另一個車隊「櫻冥殿」已暗中收買了「流光速」的另一技師程哥作為內鬼。
亞洲巾幗盃總決賽記者招待會上，高峰因找不到遊鎂唯有讓小依補上，不過這時「櫻冥殿」卻高調地出現介紹他們新的接班人鬼塚。原來淺野便是鬼塚，鬼塚更宣佈遊鎂已加入「櫻冥殿」，奪得巾幗杯後他倆便會結婚。高峰終於明白鬼塚讓遊鎂重返「流光速」只為令他沒時間再去找其他車手，「流光速」跟「櫻冥殿」是宿敵，也是世仇，高峰斥責鬼塚只是為了勝利而利用別人的感情，不過鬼塚卻表示，為了勝利，他連自己的感情也可以出賣。小依與韓冰就一起飲酒，期間小依認為鬼塚利用游鎂傷害韓冰是為了在賽事中獲勝，對韓冰表示根本毋須為遊鎂或鬼塚傷心，之後兩人互相鼓勵成為好友，也成為了好拍擋。
韓冰終於能夠放下感情上的失落，全力專注於賽事之上，任職中醫師的小依母親為她治療後狀態亦逐漸恢復過來。小依於接受各種特訓後，逐漸習慣賽車的節奏，技術日漸成長，並對一直對自己不離不棄的高峰起了傾慕之心。高峰亦喜歡小依的率直堅毅，亦對她產生了超越隊友的好感。
內鬼通知鬼塚韓冰和小依練習日見成果，二人默契和技術都大有增長，並足以威脅「櫻冥殿」的遊鎂和紗野嘉。鬼塚指出不應讓韓冰和小依參加比賽，遊鎂害怕鬼塚會傷害韓冰，威嚇鬼塚手下橫山不可對付韓冰於是轉向小依下手，以貨車撞向駕駛的士的小依。高峰獲悉小依遇襲後趕往現場並送小依往醫院，幸而她並未傷及筋骨，復康後應無大礙。可是小依內心的傷痛仍在，原來她出事前知道韓冰和遊鎂同時失蹤後，後備車手紗野嘉又因不甘屈居於韓冰和遊鎂之下而與高峰分手，繼而轉投「櫻冥殿」，使「流光速」失去了所有贊助商。「流光速」是高峰的家族事業，因而受到沉重的打擊，高峰答允了家族只要一天他仍為教練，他也不會與車手談戀愛。
高峰得知改裝零件焚燬是人為造成，他查問程哥時，程哥指出內鬼是阿祖，但高峰相信阿祖不是內鬼，只是假裝開除他，然後暗中向落選車隊購入改裝零件，讓阿祖能夠在外面改裝賽車；他又向外宣稱小依一直仍未傷癒，以防對手再向小依下手，小依即使已經痊癒，仍然要坐在輪椅上。
決賽前夕，鬼塚得悉高峰向落選車隊買進了改裝零件但卻沒有在車隊的車房內使用，猜出他已在外面改裝賽車。鬼塚派人搶奪賽車，阿祖用計保住了賽車，可是貨車已被賊人破壞不能動彈，高峰和阿祖唯有親自駕駛賽車到達賽場。
比賽開始後由遊鎂和紗野嘉守住首二位，韓冰落後，小依在壓力下更是最尾位置，她抵受不了壓力，心裡正打算要放棄，韓冰卻不斷鼓勵她，高峰和「流光速」的其他工作人員亦在小依耳機邊一同唱歌鼓勵她，小依看見父親的幻象，終於得到勇氣，能忘卻身邊的觀眾，將精神集中於賽道上，繼而發力趕上。紗野嘉被韓冰超越了小依亦緊隨其後，兩人於轉彎爭位時阿祖的設計發揮作用，紗野嘉結果被迫出局。韓冰進而緊迫遊鎂，可是程哥已在韓冰的車動了手腳，賽車發出警號，表示若繼續下去便有危險。高峰命令韓冰停止比賽，不過韓冰求勝深切，眼見終點在目，不肯放棄，還引用高峰所說過的話，就是「只要車仍能動，就不能夠放棄」。
韓冰的車接近終點時，輪胎鬆脫飛出，失控撲前卡住了遊鎂的車，兩輛車並列前進可是遊鎂的車還是前韓冰的少許。目標在望，「櫻冥殿」以為勝券在握，越過終點之際遊鎂的車雖然是先於韓冰的車，不過小依的車突然衝出來，僅僅超越了遊鎂，奪得冠軍。程哥被車隊發現他是內鬼，欲向橫山索取報酬準備跑路，可是他倆均被捕。同時賽事總監調查「流光速」是否違規，並收到「櫻冥殿」的抗議，但得知程哥是被「櫻冥殿」收買後，宣佈「櫻冥殿」的抗議無效，賽果維持不變。鬼塚因為得不到冠軍而感到憤怒，於是向遊鎂施襲，韓冰就用獎盃打暈鬼塚最後程哥和鬼塚也被警員帶走。
雖然小依已經勝出，但是她眼見紗野嘉想與高峰復合並結婚，感到沮喪。兩個月後，紗野嘉準備結婚，同時「流光速」一眾女車手一起到商場購物，以慶祝韓冰胞妹的手術成功，期間她們打算買一份結婚禮物，小依向韓冰表示已明白她與高峰的感情並沒結果，打算退出車隊，可是韓冰不允許。後來她們遇到遊鎂，遊鎂表示已經離開鬼塚並向韓冰道歉。
婚禮中，阿祖表示高峰不再當教練，並從德國請來另一位教練回來，後來高峰竟在小依身旁出現，原來已經有另一個人向紗野嘉求婚，而高峰不再當教練就是為了小依，從此高峰與小依成為了情侶。

## 角色
| 演员     | 角色       |
| 湯唯     | 洪小依     |
| 劉若英   | 韓冰       |
| 韓載錫   | 高峰       |
| 林志颖   | 祖         |
| 張栢芝   | 遊鎂       |
| 田中千繪 | 紗野嘉     |
| 北村一輝 | 淺野/鬼塚  |
| 何炅     | 評述員     |
| 鄭佩佩   | 洪小依之母 |
| 姜武     | 洪小依之父 |

## 評價
香港蘋果日報的黃國兆說：「《極速天使》是在賽車場中進行的專業比賽。成績不及頭文字D，亦是意料中事，皆因專業賽車的拍攝難度甚高。馬楚成迎難而上的精神可嘉。」